# هيئة تنظيم الاتصالات والبريد
هيئة تنظيم الاتصالات والبريد ( TPRA ) هي وكالة حكومية سودانية تأسست بموجب قانون تنظيم الاتصالات والبريد لعام 2018.   هيئة تنظيم الاتصالات والبريد هي الجهة الحكومية المسؤولة عن تنظيم جميع الأمور المتعلقة بمجال الاتصالات ( السلكية والخلوية والأقمار الصناعية والكابلات ) ومجال الخدمات البريدية في جمهورية السودان . 

## أنظر أيضاً
- قائمة هيئات تنظيم الاتصالات
- الاتصالات في السودان

## روابط خارجية
- الموقع الرسمي